# Grevillea anethifolia
Grevillea anethifolia är en tvåhjärtbladig växtart som beskrevs av Robert Brown. Grevillea anethifolia ingår i släktet Grevillea och familjen Proteaceae. Inga underarter finns listade i Catalogue of Life.